# Bechlín
Bechlín település Csehországban, a Litoměřicei járásban. Bechlín Štětí, Krabčice, Libkovice pod Řípem, Račice, Záluží, Dobříň és Horní Počaply településekkel határos. Lakosainak száma 1349 fő (2024. január 1.).

## Népesség
A település lakosságának változását az alábbi diagram mutatja:
| Lakosok száma | 1074 | 1264 | 1405 | 1376 | 1145 | 1175 | 1243 | 1266 | 1253 | 1349 |
|               | 1869 | 1900 | 1921 | 1961 | 1980 | 2011 | 2016 | 2019 | 2021 | 2024 |